# Rohet
Rohet fou un estat tributari protegit, una thikana feudatària de Jodhpur formada per 11 pobles al districte de Pali a Marwar amb uns ingressos estimats de 18.525 rupies. Era inicialment un estat de considerable extensió (84 pobles) governat per la branca Aaidanot (sub-branca Safatsinghot) dels rathors champawat. Fou concedit a Thakur Dalpat Singh I, fil de Rao Gopaldasji de Rasingaon de la família Champawat per Maharaja Gaj Singh I de Marwar in 1622. Fou confiscat pels mogols el 1679, però restaurat el 1706. El 1802 fou confiscat pel Maharaja Bhim Singh de Jodhpur, junt amb altres estats del clan Champawat, revoltats, però foren retornats el 1803.

## Llista de Thakurs
- Dalpat Singh I 1622-1665
- Kalyan Das 1665-1679 (fill)
- Confiscat pels mogols 1679-1706
- Sagat Singh 1706-?
- Bhagwat Singh vers 1750 (fill)
- Kalyan Singh vers 1802 (net)
- Indra Singh ? (fill)
- Achal Singh ? (fill)
- Sultan Singh ? (fill)
- Girdhari Singh ? (adoptat, nascut Kunwar Girdhari Singh, fill de Thakur Prithvi Singh de Lambia
- Ranjit Singh ? (fill)
- Dalpat Singh II segle XX (adoptat, nascut Kunwar Dalpat Singh, segon fill de Thakur Shambu Singh d'Auwa)
- Vikram Singh segle XX (fill)